# 宜昌鰍鮀
宜昌鰍鮀（学名：Gobiobotia filifer），又名線鰍鮀，为鲤科鰍鮀屬的鱼类。在中国，分布于长江水系等。该物种的模式产地在湖北崇阳。

## 扩展阅读
維基物種上的相關：宜昌鰍鮀